# Formiguer de Parker
El formiguer de Parker (Cercomacroides parkeri) és una espècie d'ocell de la família dels tamnofílids (Thamnophilidae).

## Hàbitat i distribució
Habita el sotabosc de la selva pluvial i vegetació secundària de les terres baixes de Colòmbia occidental.